# Підлісна Юлія Володимирівна
Підлісна Юлія Володимирівна (нар. 12 травня 1987, Харків) — українська плавчиня, що завоювала срібну медаль на дистанції 200 м на чемпіонаті Європи з водного спорту 2006 року. Також брала участь у трьох змаганнях на Літніх Олімпійських іграх 2008 року, але не дійшла до фіналу.
У листопаді 2003 року Юлії було заборонено брати участь у змаганнях FINA на два роки після виявлення у неї та її партнерки по команді Наталі Худякової в крові анаболічного стероїду станозололу, це сталося на чемпіонаті Європи серед юніорів.
Представляла Україну на літніх Олімпійських іграх 2008 року в Пекіні на дистанції 100 метрів брасом.
2010 року Підлісна виборола бронзову нагороду на дистанції 200 м брасом на Чемпіонаті України з плавання.